# Каравашки
Каравашки — упразднённая деревня в Петуховском районе Курганской области. Входила в состав Новоберёзовского сельсовета. Исключена из учётных данных в 1977 г.

## География
Располагалась у юго-западного берега озера Каравашки (Каравашкинское), приблизительно в 5 км (по прямой) к югу от деревни Пьянково.

## История
До 1917 года входила в состав Рынковской волости Ишимского уезда Тобольской губернии. По данным на 1926 год деревня Каравашкино состояла из 117 хозяйства. В административном отношении являлась центром Каравашкинского сельсовета Петуховского района Ишимского округа Уральской области. До 1965 г. входила в состав Вишневского сельсовета, затем передана в состав Басковского сельсовета Макушинского района. В 1968 году, после образования Стрелецкий сельсовет вошла в его состав, а в 1972 году во вновь образованный Новоберёзовский сельсовет. В 1977 году решением облисполкома деревня Каравашки исключена из учётных данных как с селившаяся.

## Население
По данным переписи 1926 года в деревне проживало 515 человек (236 мужчин и 279 женщин), в том числе: русские составляли 72 % населения, украинцы — 18 %.